# Сан Андрес и Провиденсия
Сан Андрѐс и Провиденсѝя (на испански: San Andrés y Providencia) е един от тридесет и двата департамента на южноамериканската държава Колумбия. Намира се на север от континенталната част на страната в Карибско море. Департаментът е с население от 63 692 жители (към 30 юни 2020 г.) и обща площ от 49,4 км². Състои се от две островни групи, разположени на 775 км северозападно от Колумбия и 220 км източно от Никарагуа.